# Wendelstein 7-X

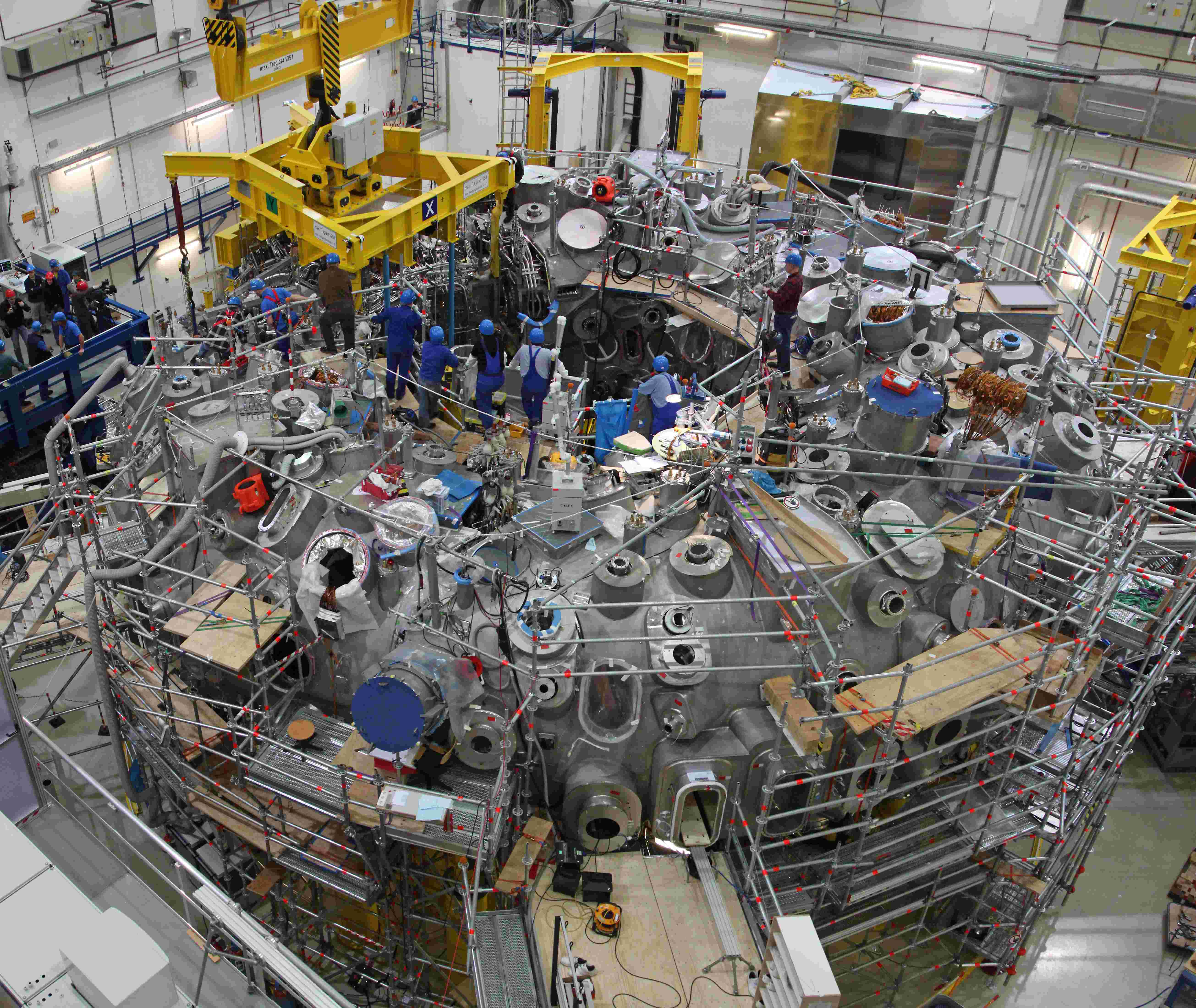
Stellarator Wendelstein 7-X in costruzione nel 2011

Wendelstein 7-X (W7-X) è uno stellarator (reattore nucleare a fusione) costruito a Greifswald, in Meclemburgo (Germania), dal Max-Planck-Institut für Plasmaphysik (IPP), la cui realizzazione, ultimata nel maggio del 2014, ha richiesto nove anni per oltre un milione di ore uomo, ed una spesa di circa un miliardo di euro.

## Sviluppo e costruzione
Dalla data di fine costruzione, lo stellarator è stato sottoposto a una serie di test che hanno verificato la corrispondenza del campo magnetico prodotto con quello desiderato (aspetto particolarmente delicato per uno stellarator), pertanto, dopo il parere favorevole degli enti di controllo, ne è stata approvata l'accensione nel dicembre 2015.
Il 10 dicembre 2015 lo stellarator ha prodotto il primo plasma usando il gas elio. Il plasma ha avuto una durata di un decimo di secondo ed ha raggiunto la temperatura di circa un milione di gradi Celsius.
Il 3 febbraio 2016 è stato prodotto il primo plasma usando il gas idrogeno. Questa volta la temperatura raggiunta è stata di 80 milioni di gradi per una durata di un quarto di secondo.
Nel marzo 2016 si è conclusa con successo la prima fase sperimentale. Fino alla metà del 2017 è prevista una fase di aggiornamento della struttura dello stellarator (modifica del divertore e installazione di piastrelle di protezione del recipiente in grafite) che consentirà di iniziare una seconda fase di sperimentazioni con una maggior potenza di riscaldamento e una maggior durata del plasma.
Nel giugno/novembre del 2018 si sono concluse diverse fasi sperimentali prima di fermare la macchina per ulteriori aggiornamenti. Sono stati ottenuti diversi record per gli stellarator per la densità del plasma (2×1020 particelle per metro cubo) e per l'energia contenuta nel plasma che ha superato il mega joule. Il plasma ha raggiunto temperature fino a 40 milioni di gradi Celsius con impulsi della durata fino a 100 secondi.
Attualmente lo stellarator è fermo per aggiornamenti che prevedono la sostituzione delle piastrelle del rivestimento interno con piastrelle in carbonio rinforzate con fibra di carbonio e raffreddate ad acqua. L'obbiettivo è di ottenere una durata del plasma fino a 30 minuti e una maggior energia senza surriscaldare il contenitore. Questi aggiornamenti fermeranno la macchina per circa due anni.
Al 2023 è lo stellarator più grande del mondo.

## Finalità e studi

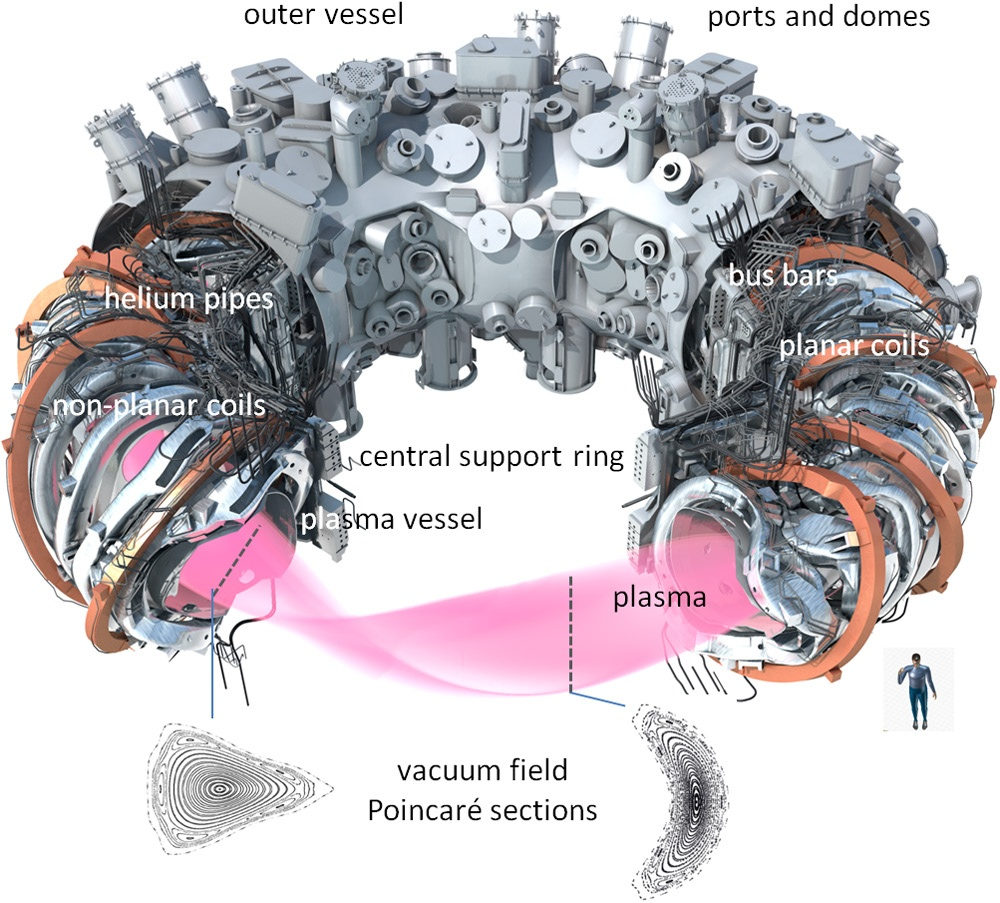
Schematic diagram of Wendelstein 7-X

Gli stellarator sono macchine costruite per studiare la produzione di plasmi destinati a dimostrare la fattibilità della fusione termonucleare controllata utilizzando, a differenza dei tokamak, un campo magnetico che si adatti al plasma (cioè non forzando il plasma ad adattarsi al campo magnetico), ciò è ottenuto generando una corrente di plasma priva di campo magnetico proprio. In questo modo si ottiene automaticamente un plasma stabile, quindi operabile in stato stazionario. Il problema degli stellarator, nei confronti dei tokamak, è la geometria dei magneti, che non possono essere più modulari, ma, dovendo seguire l'evoluzione del plasma, sono differenti a seconda della posizione sulla periferia della macchina. In genere gli stellarator sono costituiti da un certo numero di moduli, ognuno dei quali ha diversi magneti ognuno di forma differente dall'altro.

## Gli stellarator Wendelstein

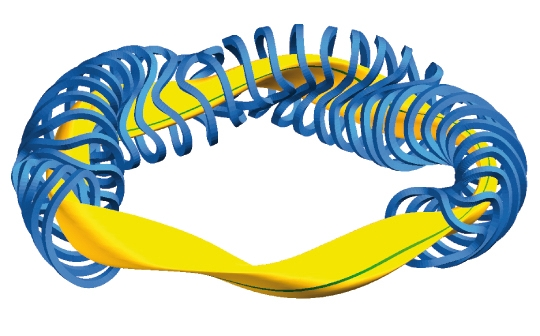
Schema di confinamento magnetico del plasma

Gli stellarator della serie Wendelstein sono stati costruiti dal Max Planck Institut fur Plasmaphysik (IPP).
Il primi della serie furono: WI-A, WI-B, WII-A, WII-B; a cui seguì il primo W7-A
Fece seguito il Wendelstein 7 AS (AS stava per "Advanced Stellarator") ed operò dal 1988 al 2002 dall'IPP nei laboratori a Garching, a pochi chilometri da Monaco. Dai risultati degli esperimenti con Wendelstein 7 AS fu deciso di sviluppare un nuovo stellarator (Wendelstein 7-X) a Greifswald, nella Pomerania. Questa nuova macchina è destinata a dimostrare la stabilità del plasma generato dagli stellarator. Lo stellarator di Wendelstein 7-X è composto da 70 magneti superconduttori organizzati su cinque moduli strutturali e deve intrappolare il plasma riscaldato a più di 100 milioni di gradi Celsius, sette volte la temperatura nel nucleo solare.

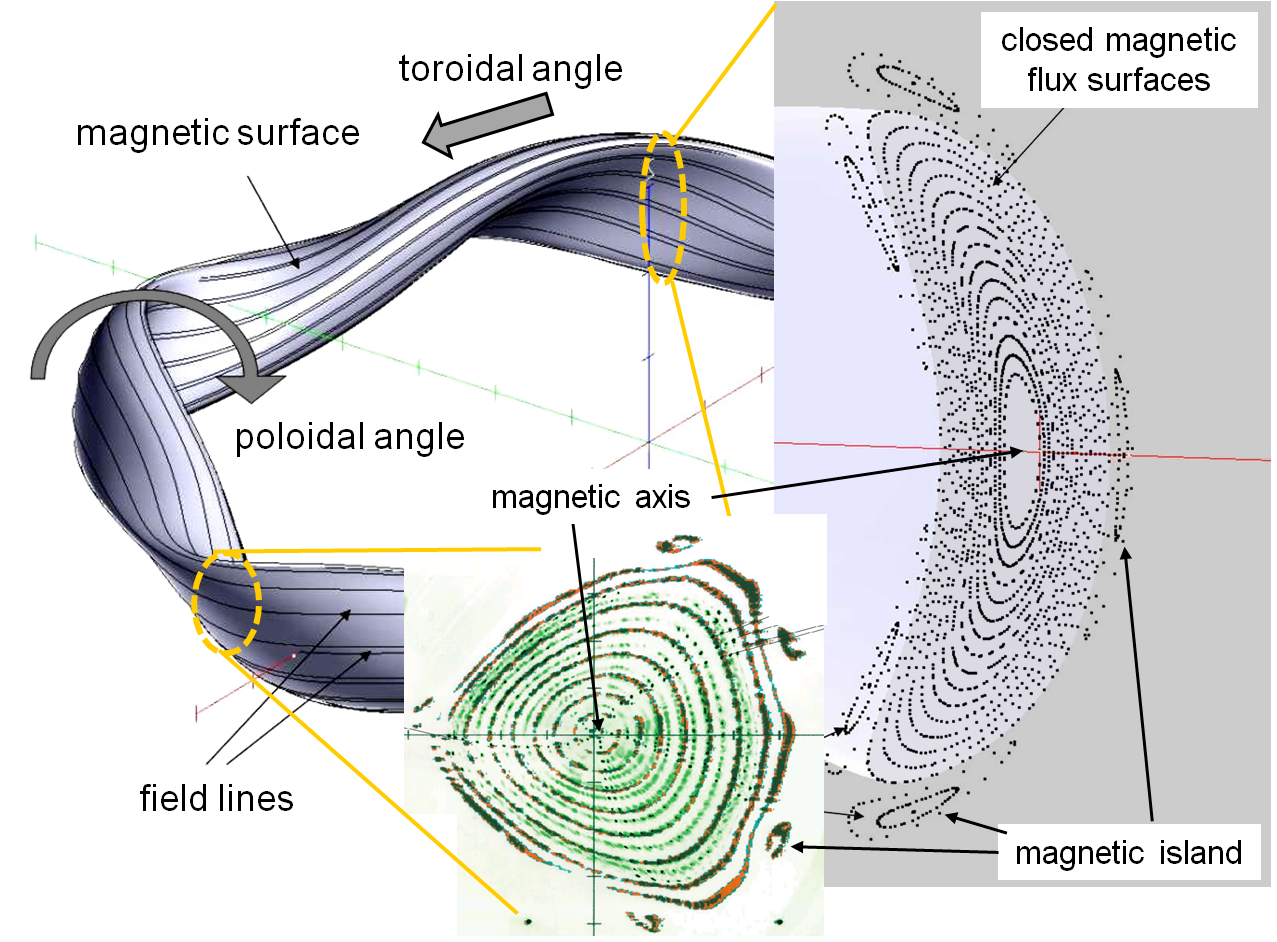
Stellarator magnetic field

Lo scopo della sperimentazione sullo stellarator Wendelstein 7-X è fornire i dati necessari alla valutazione dell'equilibrio del plasma sotto diversi aspetti (magnetoidrodinamico, influenza dei nuclei pesanti sulla stabilità del plasma), collisioni e trasporto turbolento, fisica tridimensionale del bordo del plasma (trasporto al divertore), riscaldamento e modelli di scenario.
Proximal Fusion, spun-off dell’Istituto Max Planck di Fisica del Plasma, ha presentato Stellaris, progetto sottoposto a revisione paritaria di uno Stellarator la cui entrata in funzione è prevista per il 2031. Rispetto al Wendelstein 7-X, Stellaris sarà più grande e più potente ("raggio 2.5 volte maggiore; campo magnetico 3.6 volte più intenso; potenza di fusione: fino a 2,7 GW; potenza termica: 3,1 GW, convertibili in 1 GW di elettricità pulita").

## Struttura e componenti

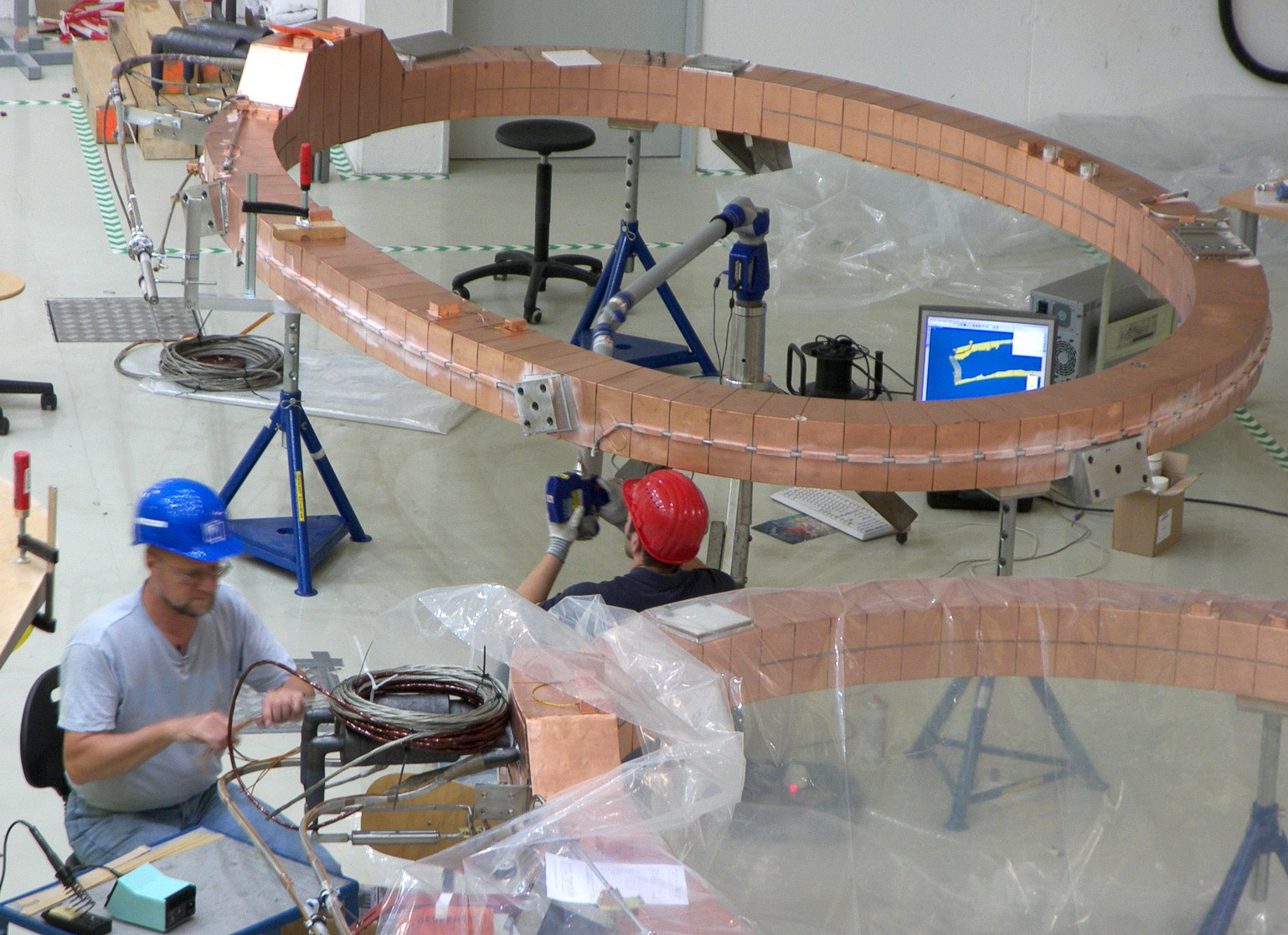
Stellarator Wendelstein 7-X Planar-Spulen Vermessung

I componenti principali di Wendelstein 7-X sono:
- Criostato e recipiente plasma (il primo serve a mantenere tutta la struttura a bassa temperatura per permettere il corretto funzionamento dei coil superconduttori che generano il campo magnetico).
- Coil superconduttori (generano il campo magnetico che confina il plasma)
- Struttura meccanica di supporto
- Divertore

Oltre a questi componenti, che formano il vero e proprio stellarator, i principali sistemi ausiliari sono:
- Riscaldamento del plasma
- Sistemi di alimentazione elettrica
- Sistema di controllo macchina e diagnostiche sperimentali

I dati tecnici di Wendelstein 7-X sono:
- Raggio maggiore del plasma [m] 5,5
- Raggio minore del plasma [m]     0,53
- Campo magnetico [Tesla]            3
- Tempo di scarica [s]                      1800 (stato stazionario con riscaldamento del plasma a microonde)
- Volume del plasma [m³]               30
- Riscaldamento del plasma [MW]  14
- Massa del plasma [mg]                 5-30
- Composizione del plasma H-D (idrogeno e deuterio)
- Temperatura del plasma [MK]      60-100

W7-X consiste in 50 magneti superconduttori aplanari contorti, ciascuno alto 3,5 metri e pesante 6 tonnellate e altri 20 magneti superconduttori planari che consentono di regolare con precisione il campo magnetico. Tutti i magneti sono raffreddati a -270 gradi Celsius, 3 gradi al di sopra dello zero assoluto, mentre il plasma, distante appena un metro dai magneti, sarà riscaldato a 100 milioni di gradi Celsius.
La macchina Weldenstein 7 X è stata accesa per la prima volta nel novembre 2015.